# Коронарна ангиографија
Коронарна ангиографија, коронографија, коронарна артериографија (од грч. angeion -„суд-крвни суд“ и graphein -„написати или записати“) је инвазивна дијагностичка процедура у којој се уз помоћ софистициране радиолошке опреме обавља преглед унутрашњости (лумена) крвних судова срца или каронорних артерија. Коронарографија је најкориснија и најважнија процедура у дијагностици коронарних болести, јер омогућава лекару да тачно види где су коронарне артерије сужене или затворене. Зато је у кардиологији и кардиохирургији највећи део дијагностике усмерен на коронарну ангиографију која се обавља уз помоћу коронарографског уређаја.
Коронарна ангиографија је селективна ангиографска метода која се изводи убризгавањем 5-10 мл радио непрозирног хидросолубилног контрастног средства, кроз у за ту сврху направљен специјални катетер, који се уводе у крвни суд срца. Затим се крвни судови срца трајно снимају, у неколико пројекција (просевтљавањем X - зрацима), применом рендген технике (флуороскопије) на 35 мм биоскопском-филму или дигитално. Запис (на филму или слика на монитору флуроскопа), крвних судова срца зове се ангиограм.

## Историја
У инвазивној кардиологији (у коју спада и коронографија) је све почело са проналаском рендгенскогзрачења од стране Вилхелма Рендгена 1895. и катетеризације срца Вернера Форсмана 1929. све до коронарне артериографије енгл. Mason Sones-а. У првим годинама развоја, инвезивне кардиолошке методе нису биле ефикасан начин лечења коронарне артеријске болести и углавном су примењиване у медицинским истраживањима и дијагностици (ангиографија).
Срчана катетеризације утрла је пут за коронарну ангиографију, коју је први пут извео енгл. Mason Sones на Клиници у Кливленду 1958.. Коронарна ангиографија, у комбинацији са левом вентрикулографијом, омогућила је постављање дијагнозе, а затим и расветљавање природе историје коронарне артеријске болести. Ова радиолошка интервенција омогућила је коронарну реваскуларизацију. Прво кардиохируршку - уградњу коронарног бајпас графта (CABG) а онда и перкутану - ангиопластику (PTCA).

## Значај
Како је миокард срца пумпа која непрестано ради, од велике је важности да буде стално снабдевена довољном количином крви. Крв која испуњава срчане шупљине припада функционалном крвотоку и не може исхрањивати зидове срца. Зато мишићни систем срца поседује посебан крвоток или срчану (коронарну) циркулацију која се састоји од артерија, артериола, капилара, венула и вена. Коронарне артерије су крвни судови који у виду круне обавијају срчани мишић који се преко њих снабдева кисеоником и хранљивим састојцима. Срчани мишић има две артерије - леву и десну коронарну артерију, које излазе из почетног дела аорте. Лева коронарна артерија, или главно стабло, убрзо се дели на две гране. Те две гране заједно с десном коронарном артеријом чине три главне срчане артерије. На срчану циркулацију отпада око 5 до 10% минутног волумена срца, што резултује протоком кроз срчане крвне судове од 250 до 350 cm³ крви у минути, за време мировања. Ова количина (волумен) крви назива се коронарни проток, који у току напораног мишићног рада може да се увећа за 4 до 5 пута. Нормална коронарна циркулација је главни преудслов за правилан и несметан рад срца.
Болести коронарних артерија најприсутнија је кардиоваскуларна патологија савременог човека, која резултује исхемијом срца, срчаним ударом и могућим смртним исходом. Већина срчаних напада (ангине пектпорис) последица је изненадане руптуре вулнерабилних наслага - атероматозног плака, који се састоји од инфилтрираних макрофага у танком зиду срчаног крвног суда, што непосредно узрокује стварање тромба. У подлози настанка инфаркта миокарда су атеросклеротска сужења крвног суда на које се надовезује тромбоза. Код одређеног степена сужења крвних судова смањује се проток крви у толикој мери да доводи до оштећења миоцита. Ако је исхемија дуготрајна, настају иреверзибилна оштећења и долази до некрозе захваћеног подручја. Некроза се почиње развијати након 20 минута од оклузије крвног суда у угроженом подручју а затим долази до њеног прогресивног ширења ван угроженог дела, у подручја снабдевања крвљу оклудираном коронарном артеријом. Трансмурални инфаркт миокарда настаје најчешће као последица оклузије коронарне артерије и обухвата њено подручје снабдевања крвљу. Нетрансмурални инфаркт обично је субендокардни и настаје када због значајне стенозе (сужења) коронарних артерија дође до повећаних метаболичких захтева. Најчешће је захваћена лева комора и међукоморна преграда.
Зато је тренутно коронарографија најкориснија и најважнија процедура у правовременој и ургентној дијагностици напред наведених поремећаја у корнорним крвним судовима (коронарној болести), јер омогућава лекару да тачно види где су коронарне артерије сужене или затворене, и одмах након коронографије пориступи и одговарајућој интервенцији (балон дилатацији, уградњи стента итд), и на тај начин уклони нежељене последаце.

## Индикације
Ако код пацијента постоје симптоми болести повезани са срцем и његовим крвним судовима, као што су бол у грудима, вртоглавица или светлуцање пред очима, коронарна ангиографија као дијагностичка метода треба да укаже на могуће промене које узрокују ове тегобе и појаву атероматозног плака у коронарним артеријама.

## Клинички критеријуми за стављање на листу чекања за коронографију[8][9],
| Категорије                                                                              | Индикаације |
| --------------------------------------------------------------------------------------- | --- |
| I категорија Обољења (стања) у којих је индикована хитна коронарографија                | - Нестабилна ангина пекторис, укључујући постинфарктну ангину, резистентна на максималну медикаментозну терапију, са електрокардиографским променама и/или хемодинамском нестабилношћу - Механичке компликације акутног инфаркта миокарда - Акутни инфарк миокарда у болесника са апсолутном контраиндикацијом за примену фибринолитичке терапије. |
| II категорија Обољења (стања) у којих је индикована коронарографија у року од 30 дана   | - Нестабилна ангина пекторис, укључујући новонасталу ангину пекторис (са електрокардиографским променама и/или позитивним тестом за провоцирање исхемије) - Стабилна ангина пекторис са позитивним тестом за провоцирање исхемије на ниском нивоу оптерећења - Ангина пекторис у болесника у којих је раније урађена перкутана или хируршка реваскуларизација миокарда, са електрокардиографским променама и/или позитивним тестом за провоцирање исхемије на ниском нивоу оптерећења - Симптоматска тешка аортна стеоноза - Стање након успешне реанимације застоја срца - Малигни поремећаји ритма исхемијске етиологије - Сумња на системске емболије кардиогеног порекла, у случајевима када је индиковано оперативно лечење - Тумори срца, уколико је индиковно оперативно лечење, а постоји значајан ризик за постојање удружене коронарне болести |
| III категорија Обољења (стања) у којих је индикована коронарографија у року од 90 дана  | - Стабилна ангина пекторис са позитивним тестом оптерећења на вишем нивоу оптерећења, укључујући и болеснике са прележаним инфарктом миокарда, односно претходнм перкутаном или хируршком реваскуларизацијом миокарда - Стечене срчане мане са прогресивним погоршањем функционалног статуса и/или срчане функције, уколико је индиковано оперативно лечење, а постоји значајан ризик за постојање удружене коронарне болести и/или је за постављање коначне индикације за операцију неопходна катетеризација срца - Обољења (стања) у којих је индикована коронарографија у особа које обављају професионалну делатност која може угрозити друге особе. |
| IV категорија Обољења (стања) у којих је индикована коронарографија у року од 12 месеци | - Болесници код којих је индикована коронарографија у склопу преоперативне припреме пре планираног неког другог оперативног захвата - Типична ангина пекторис, али без електрокардиографских промена и без валидног теста за провоцирање исхемије |

Уколико у болесника истовремено постоји више обољења/стања, чиме се ризик од погоршања здравственог стања, односно нежељног исхода, значајно повећава, они могу бити, након детаљне евалуације, сврстани у категорију са краћим периодом чекања на коронографију.

## Апаратура
Основне компоненте модерног дијагностичког апарата у кардиологији су:
- посебно дизајниран сто за коронарографију, који личи на сто у хируршкој операционој сали, и има покретни део на коме лежи пацијент и део који се помера по висини и у свим смеровима хоризонтално,
- генератор,
- рендгенска цев,
- електронско појачало и камера,
- аналогно-дигитални (АД) и дигитално-аналогни (ДА) претварач слике, сликовни процесор,
- радна станица.

Код дигиталне ангиографије рендгенски зраци не бележе податке на филм као код конвенционални рендгена, већ се информација коју електронско појачало шаље аналогно-дигиталном (АД) конвентору бележе на чврсти диск. Инжењер медицинске радиологије може у сарадњи с лекаром боље обрадити и анализирати слику, измерити пречник крвног суда, катетера, балона, или стента, те мерење ејекцијоних фракција срца .
Применом ових апарата могуће је и увећање слике при чему не долази до губитка резолуције, а битна је и могућност наглашавања ивица како би се што боље истакао крвни суд од остатка структура. Добра страна коронографије за пацијента је што ангиографски уређај аутоматски оптимизује дозу зрачења узимајући у обзир величину пацијента и угао пројекције. Слике у дигиталном облику аутоматски се преносе на радну станицу оптичким мрежним каблом након чега се архивирају на хард-диск. Тако све информације остају дигитализоване, па је губитак вредности слике минималана. Дигитална метода омогућава и да се подаци, дигиталног записа, модемском везом могу слати на удаљене рачунаре (телемедицина).

## Поступак
Коронографија почиње, прављењем малог реза на кожи у пределу бутине како би се кроз начињени отвор добио приступ у бутну артерију. Даље, кроз тај отвор се убацје специјална метална флексибилна сајлица у бутну артерије и лаганим померањем гура кроз аорту све до ушћа коронарних артерија. Преко жице се затим навлачи катетер коме сајлица служи као водич.
Када катетер доспе у аорту, у његов лумен се убризгава контрастно средство, и флуроскопом (рендгеном) прати њено кретање кроз аорту и коронарне артерије, а затим снима или меморише у рачунару добијени ангиограм. Да би се добили снимци из различитих перспектива, даљинским командама се ротира цев и камера око пацијента, а део са детектором рендгенског зрачења може се примакнути или одмакнути од пацијента. Слика (ангиграм) настала током ангиографије визуелно ће приказати да ли постоји било каква блокада, анеуризма, сужење или нека друга абнормалност у артеријама срца.
Лекару у току коронографије помажу још два кардиолошка техничара: један је инструментар, а други рендген техничар.
Након коронографије, катетер и сајлица се уклањају, а болеснику се издаје налаз у коме радиолог наводи нађено стање на крвним судовима срца и даје препоруку за одговарајуће лечење (ако је то неопходно).
Поступак након ангиографије
Након теста, болесник је под надзором медицинског тима око 6 сати. Током овог времена, болесник би требало да извесно време задржи екстемитет у стању мировања како би минимизирао крварење из убода. Такође испитаник треба да пије доста течности како би спречио дехидрацију и што пре измокрио преко бубрега контрастно средство. Када престане крварење из места убода (под условом да су сви витални знаци нормални), лекар ће одобрити болеснику да оде кући.
Код своје куће, болесник можете нормално да једе, али би требало да настави да пије додатне количине течности још један до дна д ана. Најмање 12 часова након ангиограма, треба избегавати напорне физичке активности као што су пењање уз степенице, вожња, и ходање. Са нормалним активностима испитаник може наставити након два дана од поступка.

## Компликације
Коронарна ангиографија је релативно безбедна дијагностичка процедура, када је изводи искустан тим интервентних кардиолога или радиолога, и обавља се амбулантно широм света. Међутим, мора се признати да се поступак често спроводи у болесника са срчаним обољењима и да се катетери морају уметати у крвне судове, што носи одређен ризик. Озбиљне компликације се чешће јављају код пацијената који су јако болесни и стари. Упркос томе, ризик од озбиљних компликација је јако мали и процењује се на мање од 4 промила (највероватније око 1 до 2 промила).
Могући ризици и компликације у току коронарне ангиографије
| Могући ризици | Могуће компликације |
| --- | --- |
| - Срчане аритмије - Тампонада срца - Срчани застој - Крварење - Низак крвни притисак - Реакција на контрастно средство (алергија) - Срчани или мождани удар - Трауме артерије, појава хематома | - Крварење из крвног суда, инфекције, и бол на месту увођења катетера - Крварење из катетера - Руптура (оштећење) крвног суда катетером (изузетно ретко са тромбофлебитисом) - Пнеумоторакс - Згрушавања крви око катетера, које касније блокира крвне судове у другим деловима тела. - Контрастно средство може да оштети функцију бубрега (посебно код пацијената са дијабетесом). |

Врх катетера може да помери угрушак крви или неку од наслага са унутрашњег зида артерија, које потом могу да путују кроз крвоток и у мањим артеријама потпуно блокирају проток крви, изазову исхемију ткива.
Увек постоји и незнатан ризик од оштећења ћелија или ткива изложених радијацији, укључујући и низак ниво рендген зрачења (које се примењује у овом тесту), који је јако мали у поређењу са значајем и користима од коронарне ангиографије у дијагностици кардиоваскуларних болести.